# Tapinas
Tapinas é um distrito do município brasileiro de Itápolis, no interior do estado de São Paulo.

## História

### Origem
Em 1895 Silvestre Bernardo da Silva iniciava a limpeza da área onde hoje se localiza o distrito de Tapinas, primeiramente nomeado de “Cachoeira do Ribeirão dos Porcos”, que na época pertencia ao município de Ribeirãozinho (atual Taquaritinga).
Uma capela, feita de tábuas, é construída no local sob a proteção do Senhor Bom Jesus, onde foi rezada a 1ª missa, celebrada pelo padre da cidade. Mais tarde, esta sede da igreja é substituída por uma construção de tijolos, coberta por telhas.
Com o aumento dos habitantes e fiéis, houve a necessidade de se construir uma igreja mais adequada, que em 17 de agosto de 1938, foi solenemente inaugurada. Atualmente, ela não existe mais, sendo substituída por um imponente prédio que agora abriga a Paróquia Senhor Bom Jesus.
Os europeus italianos que chegaram à região foram vencendo as dificuldades, ultrapassando barreiras e conquistando seus espaços, produzindo riquezas através do cultivo do café, sendo os precursores de Tapinas.
Entre as primeiras famílias que chegaram a Tapinas estão: Coletti, Semensato, Pontieri, Bortolassi, Chiquetti, Severino, Sgarbi, Venturini, Camargo, Aravechia, Castelli, Vinholi, Marconi, Renesto, Vicentim, Vicentainer, Nery, Rossato, Roque, Monguini, Loli, além de muitas outras.

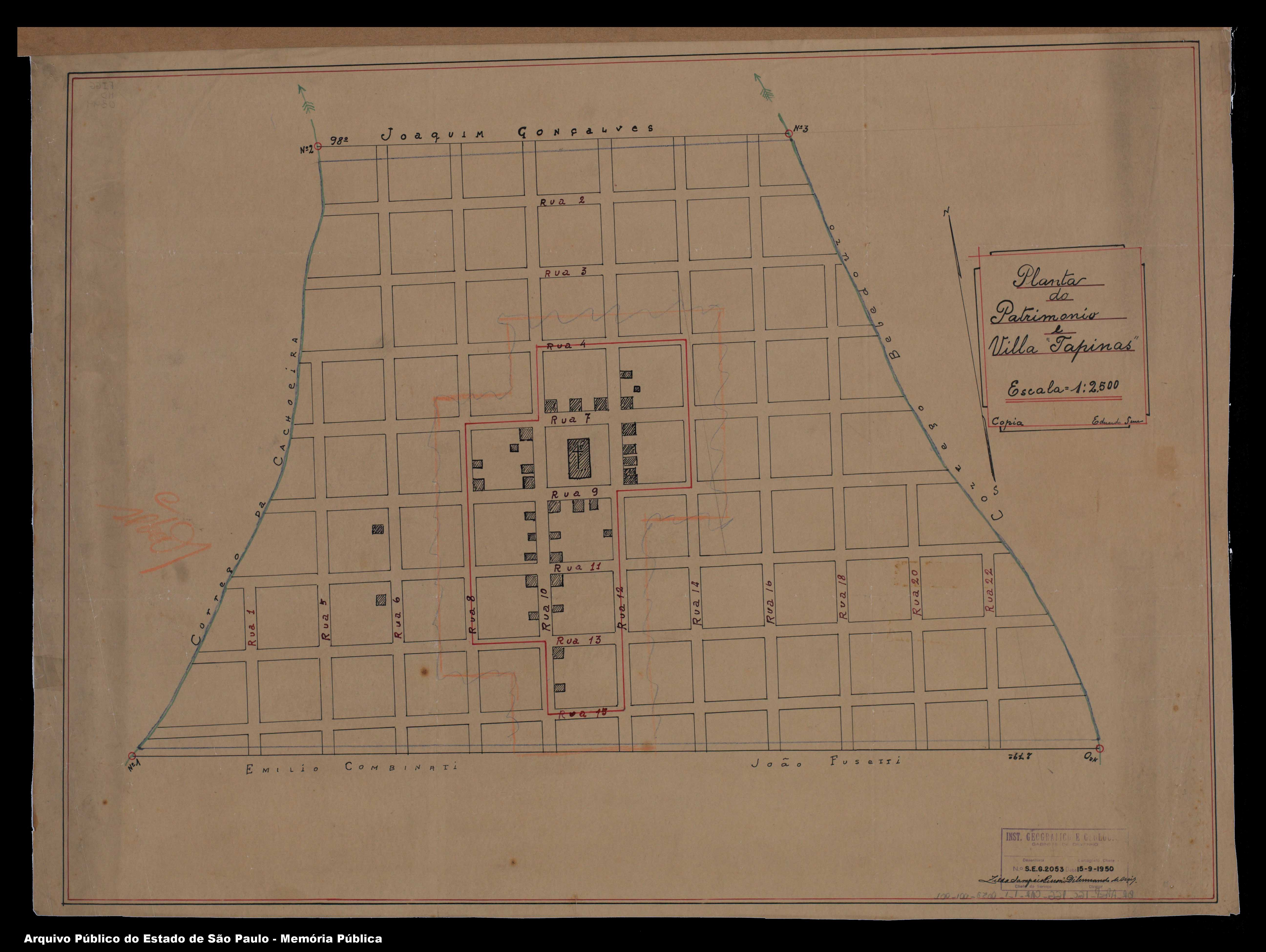
Planta da área urbana original.

### Formação administrativa
- Distrito policial de Bom Jesus da Cachoeira criado em 17/06/1901, no município de Ribeirãozinho (atual Taquaritinga), posteriormente extinto[4].
- Pela Lei nº 1.147 de 03/12/1908 o povoado passa a pertencer ao município de Boa Vista das Pedras (atual Itápolis)[5][6][7].
- Distrito policial de Tapinas criado em 01/01/1919, com sede no povoado de Cachoeira[8].
- Distrito criado pela Lei nº 2.213 de 28/11/1927, com sede na povoação de Tapinas[9][10].
- Foi extinto pela Lei n° 5.285 de 18/02/1959, sendo parte do seu território incorporado ao distrito de Nova América e parte incorporado ao distrito da sede de Itápolis[11][12]
- Distrito novamente criado pela Lei n° 8.092 de 28/02/1964, com sede no povoado de igual nome e com território desmembrado do distrito da sede do município de Itápolis[13][14][15].

### Pedido de emancipação
O distrito tentou a emancipação político-administrativa e ser elevado à município, através de processo que deu entrada na Assembléia Legislativa do Estado de São Paulo no ano de 1990, mas como não atendia os requisitos necessários exigidos por lei para tal finalidade, o processo foi arquivado.

## Geografia

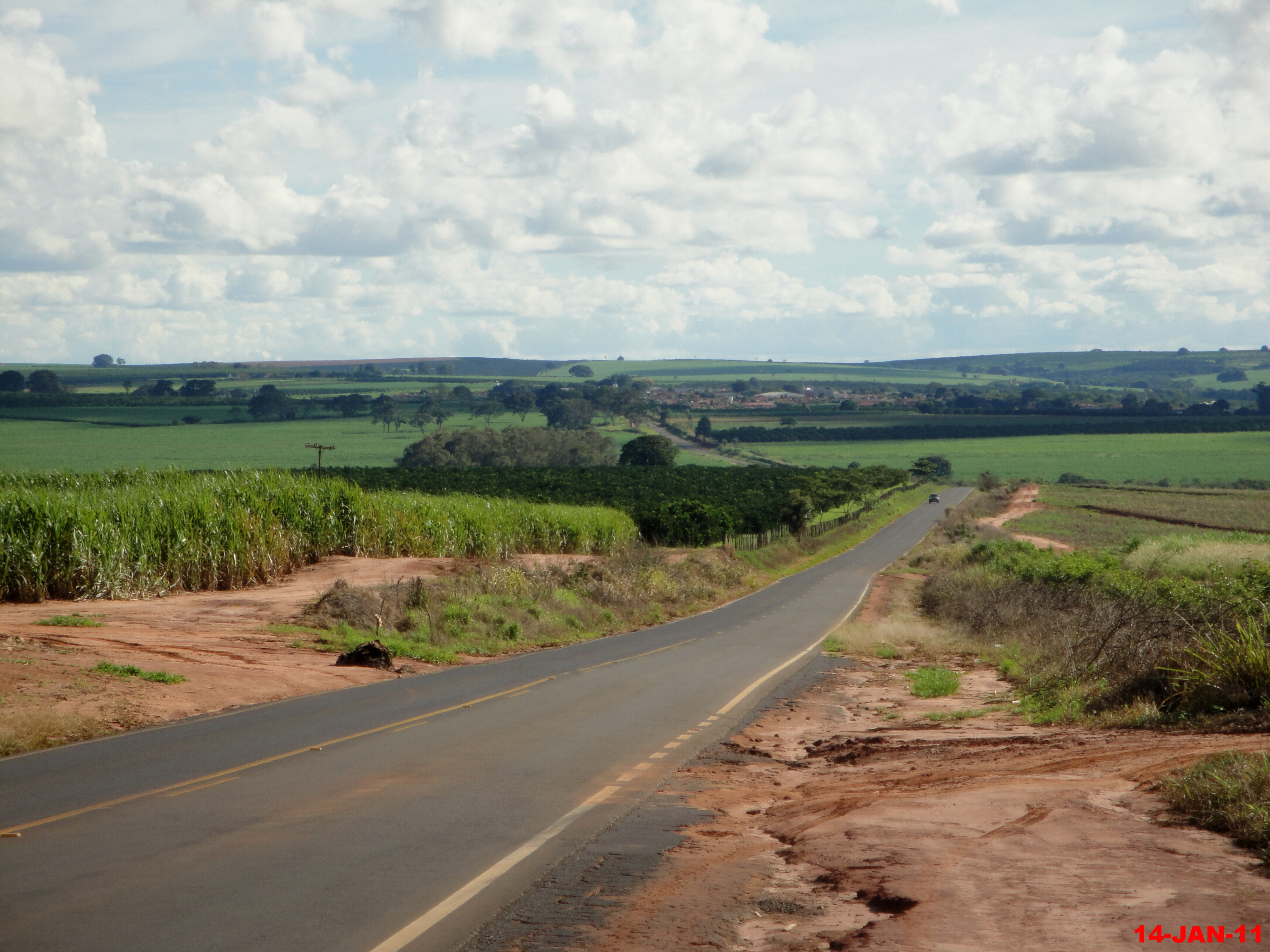
Descida do Ribeirão dos Porcos, na estrada vicinal Botelho-Tapinas.

### Demografia

#### População urbana
| Crescimento população urbana | Crescimento população urbana | Crescimento população urbana | Crescimento população urbana |
| Censo                        | Pop.                         |                              | %±                           |
| ---------------------------- | ---------------------------- | ---------------------------- | ---------------------------- |
| 1934                         | 224                          |                              |                              |
| 1940                         | 228                          |                              | 1,8%                         |
| 1950                         | 300                          |                              | 31,6%                        |
| 1970                         | 363                          |                              | —                            |
| 1980                         | 1 064                        |                              | 193,1%                       |
| 1991                         | 1 558                        |                              | 46,4%                        |
| 2000                         | 2 307                        |                              | 48,1%                        |
| 2010                         | 2 493                        |                              | 8,1%                         |
| Fonte: IBGE e Fundação SEADE |                              |                              |                              |

#### População total
Pelo Censo 2010 (IBGE) a população total do distrito era de 2 817 habitantes.

### Área territorial
A área territorial do distrito é de 98,214 km².

### Rodovias

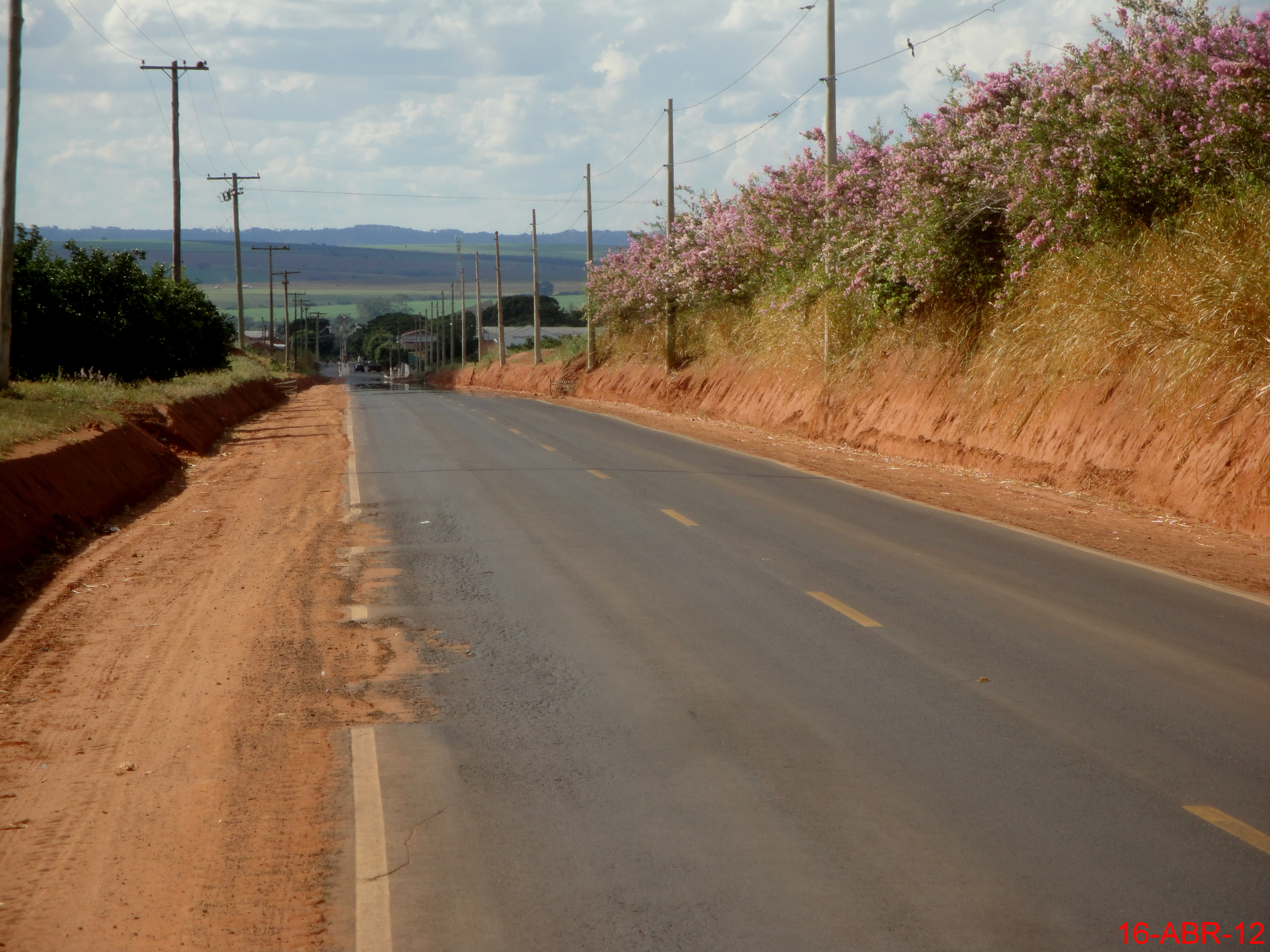
Chegando em Tapinas pela estrada vicinal Antônio Coletti.

Tapinas está localizado a 20 km de Itápolis, tendo como via de acesso - interligando a cidade ao distrito - a estrada vicinal Antônio Coletti (IPS-010), pavimentada em todo seu percurso.
O distrito possui também estradas vicinais que possibilitam ligação com o bairro rural Monjolinho em Itápolis e com o distrito de Botelho.

### Hidrografia
- Ribeirão dos Porcos

## Serviços públicos

### Registro civil
Atualmente é feito no próprio distrito, pois o Cartório de Registro Civil das Pessoas Naturais ainda continua ativo. José Godoy de Bueno foi o primeiro escrivão do cartório, nomeado interinamente em 7 de abril de 1928 e efetivado em 5 de outubro do mesmo ano.

### Educação
O professor João Caetano da Rocha veio para Tapinas no ano de 1916, a convite do fazendeiro Relíquias Ribeiro da Silva, que lhe deu hospedagem e construiu um prédio para abrigar a escola em sua fazenda, já que na época não havia nenhum professor na região. Em 1918 João Caetano mudou-se para o povoado, onde também exercia a função de auxiliar de farmácia, sempre lutando para a elevação de Tapinas à distrito.
Em 1945 foi instalado em prédio provisório o Grupo Escolar Dr. Antônio de Azevedo Silva, que teve como primeiro diretor o Prof. René Mallet Cyrino. Em 28 de abril de 1946 foi inaugurado o prédio definitivo da escola.
Já a partir de março 1982, a instituição de ensino passou a chamar-se Escola Estadual Professor João Caetano da Rocha, em homenagem a pessoa que, pelo seu grande empenho e dedicação, ajudou na formação do distrito de Tapinas. 
Atualmente Tapinas conta com duas EMEIs e com a Escola Estadual João Caetano da Rocha, que funciona em três períodos, oferecendo cursos do ensino fundamental e médio.

### Saúde
Tapinas conta com uma Unidade Básica de Saúde e um PSF (Posto de Saúde da Família).

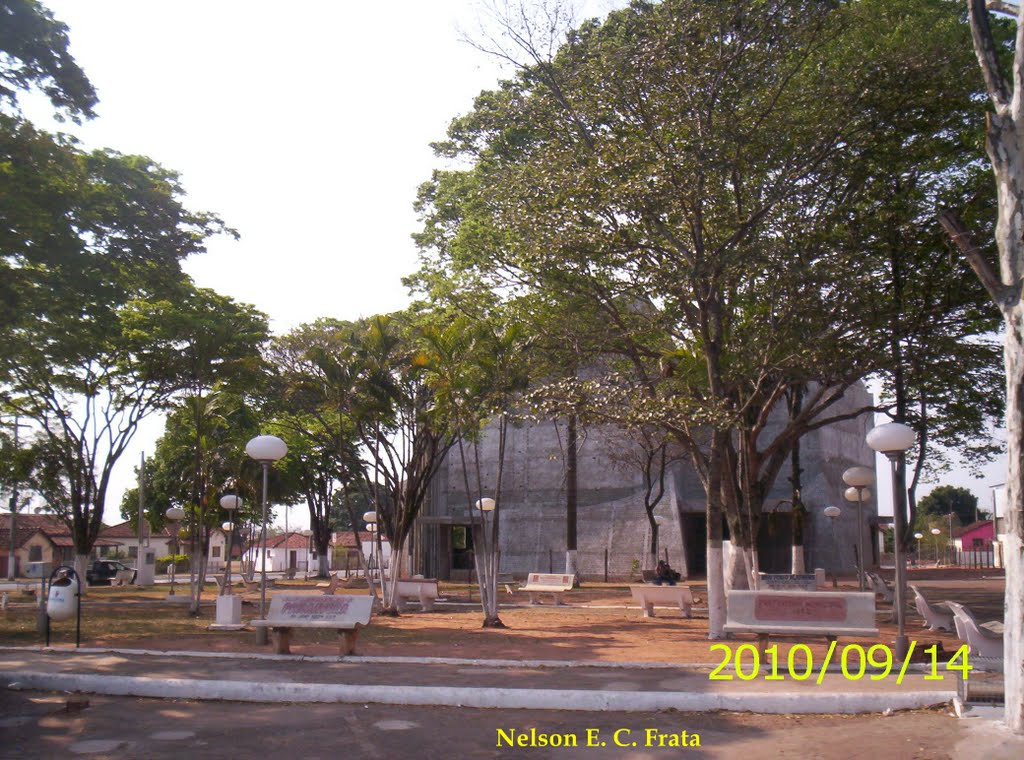
Praça.

### Saneamento
O serviço de abastecimento de água é feito pelo Serviço Autônomo de Água e Esgoto de Itápolis (SAAEI).

### Energia
A responsável pelo abastecimento de energia elétrica é a CPFL Paulista, distribuidora do Grupo CPFL Energia.

### Telecomunicações
A central telefônica, utilizada até os dias atuais, assim como o sistema de discagem direta à distância (DDD), foram implantados pela Telecomunicações de São Paulo (TELESP).

## Atividades econômicas
O distrito exerce um papel de extrema relevância, contribuindo de maneira significativa para o desenvolvimento e progresso do município de Itápolis. Tapinas se destaca hoje como um importante fornecedor de mão de obra especializada para as usinas de açúcar e álcool da região, no ramo da produção de agrícola e em diversos outros segmentos.

## Religião

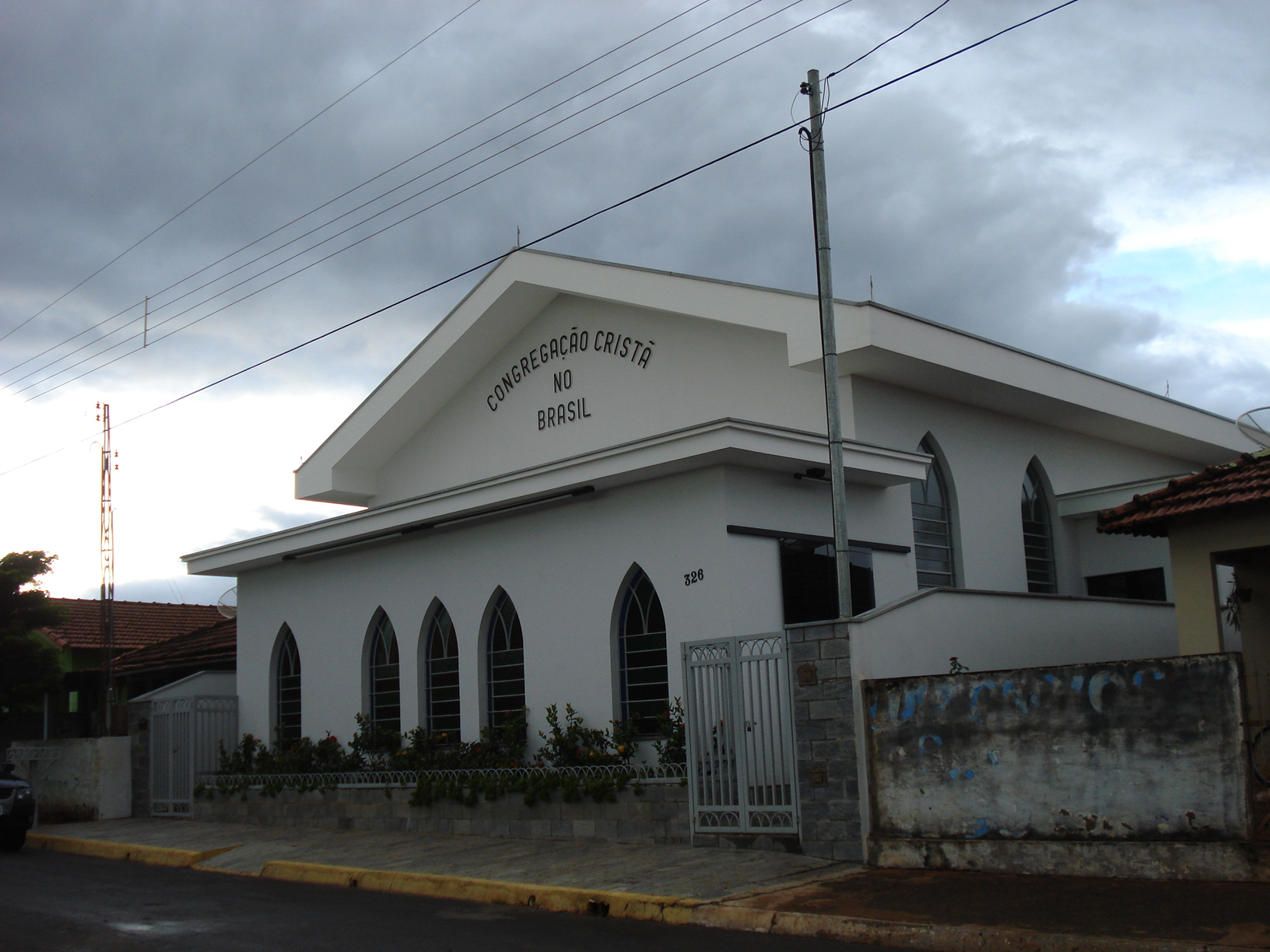
Congregação Cristã no Brasil.

O Cristianismo se faz presente no distrito da seguinte forma:

### Igreja Católica
- Paróquia Senhor Bom Jesus - faz parte da Diocese de Jaú[30].

### Igrejas Evangélicas
- Assembleia de Deus - O distrito possui uma congregação da Assembleia de Deus Ministério de Madureira, vinculada ao Campo de Catanduva.
- Congregação Cristã no Brasil[31].